# Nebelung
De Nebelung is een halflangharig effen-blauw kattenras.

## Herkomst

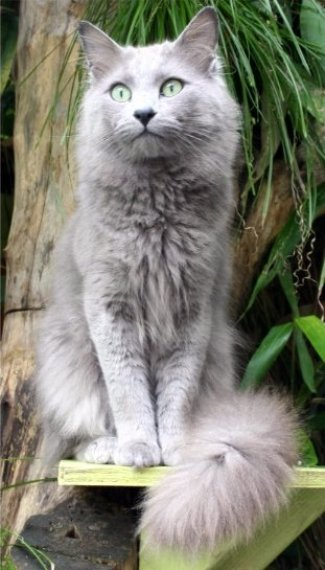

Op de eerste kattenshow (Crystal Palace 1871) werden al langharige blauwe katten uit Rusland met kenmerken van de Nebelung/Blauwe Rus getoond. Maar het turbulente begin van de 20ste eeuw is voor vele rassen zeer moeilijk geweest en enkele rassen zijn in de vergetelheid geraakt, zo ook dit type blauwe kat uit Rusland.

### Verenigde Staten
De recente geschiedenis van de Nebelung begint in de Verenigde Staten. Twee kittens met de uiterlijke kenmerken van de Blauwe Rus, maar met langhaar werden geboren. Hun eigenaar, Cora Cobb,  was zo onder de indruk van deze kittens dat ze vond dat dit een eventueel begin van een nieuw ras zou kunnen zijn. Daarom nam Cora contact op met een geneticus binnen de kattenvereniging TICA (The International Cat Association). Deze geneticus dr. Solveig Pfleuger, gaf aan dat het ras het beste te omschrijven is als een halflangharige Blauwe Rus. Gesteund door dr. Pfleuger is Cora Cobb de rasstandaard gaan schrijven volgens de richtlijnen van de Blauwe Rus, maar met één verschil; de haarlengte.

### Rusland en Europa
Terwijl in de Verenigde staten fokkers zich richten op het ontwikkelen en het showen van de Nebelung vinden aan de andere kant van de planeet meerdere gebeurtenissen plaats met langharige kittens geboren uit blauwe russen. In 1993/1994 arriveert de eerste Nebelung in Nederland. Niet zoals het begin van het verhaal doet vermoeden uit de Verenigde staten, maar uit Rusland. De Nederlandse “Blauwe Rus” fokster Letty van den Broeck heeft een Blauwe Rus-kitten geïmporteerd welke onverwacht een halflanghaar blijkt te zijn. Dit halflanghaar kitten bevestigde mogelijke aanwezigheid van de langhaar factor in Blauwe Rus-katten (de langhaar factor is recessief, dus katten kunnen deze informatie dragen zonder dat het te zien is). In deze periode van toenemende communicatie met het voormalige Oostblok blijkt dat vaker langharige blauwe russen geboren werden. Zo komt ze in 1995 in contact met een dame die op een show in Moskou een Russische Nebelung heeft gezien, welke is geboren uit twee Blauwe Rus ouders. De eerste uitwisseling van Nebelungen tussen Rusland en de Verenigde Staten vindt niet veel later plaats.
In het begin van deze eeuw krijgt de fok van de Nebelung in West-Europa echt gestalte. Enkele Russische fokkers en hun geliefde katten komen naar West-Europa, waaronder enkele Russen met langhaar gen. De langharige kittens van deze katten worden geregistreerd als  Nebelungen. In Nederland wordt de eerste Nebelung uit Amerika geïmporteerd.  Met deze katten uit de verschillende achtergronden wordt het begin gelegd van de Europese Nebelung fok.

## Vacht

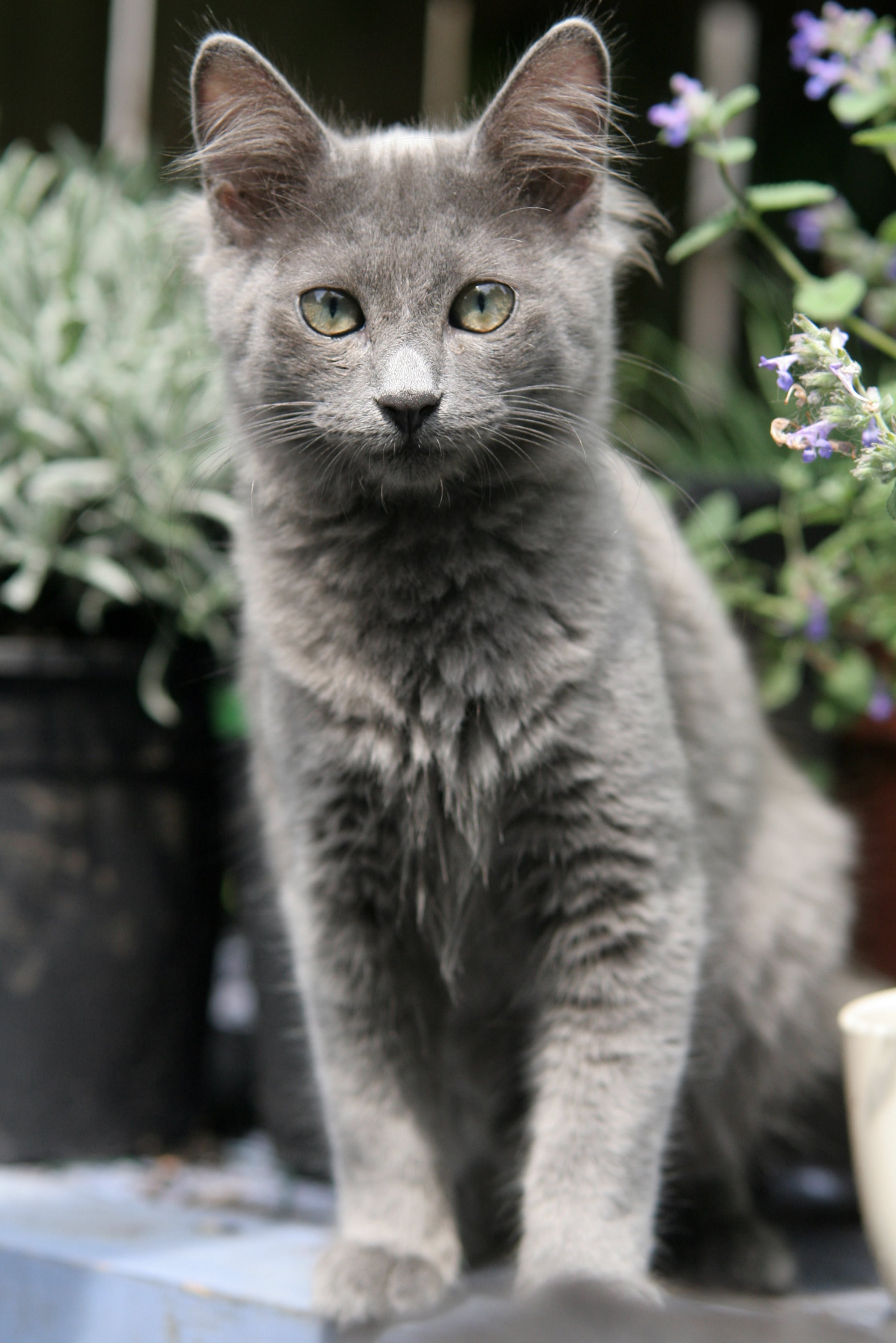
Nebelung kitten

De naam van de Nebelung is afgeleid van het Duitse woord voor nevel. En geeft gelijk een van de meest speciale kenmerken van de vacht weer. De Nebelung lijkt omhuld door een vacht van nevel. Dit bijzondere kenmerk komt door het ontbreken van pigment in puntjes van de haren, ook wel zilvertipping geheten. 
De vacht van de Nebelung is middellang op het lijf, toenemend in lengte vanaf de schouder naar de staart toe. De haren zijn het langst op de staart, net als bij een eekhoorn of een vos.  Katers kunnen een kraag hebben, poezen in mindere mate. Bevedering achter de oren in een lichtere tint blauw is gewenst. De vacht is zacht en dubbel van structuur, geschikt voor alle weersomstandigheden en waterafstotend. De volwassen vacht kan soms pas na twee jaar volledig ontwikkeld zijn.
De Nebelung is bij de meeste verenigingen alleen in blauw erkend. Het blauw loopt uiteen van licht tot midden blauw.
De Nebelung is een karakteristiek en elegant kattenras, dat met zijn mysterieuze verschijning zo uit een sprookje lijkt te komen. De naam Nebelung (Duits voor mistwezen) past goed bij deze kat met zijn nevelkleurige vacht. 
In de rasstandaard van TICA, de eerste vereniging die de Nebelung erkende, is de volgende beknopte rasomschrijving te vinden. Het doel van het fokprogramma van de Nebelung is het fokken van een blauwe kat met hetzelfde type als katten die in de negentiende en vroeg twintigste eeuw ingevoerd waren uit Rusland en dit type te combineren met een dikke, glanzende, middellange vacht. Het lichaam en de staart zijn lang, de oren zijn groot in verhouding tot het hoofd en de ogen hebben een geelachtig groene tot groene kleur. De Nebelung is middelgroot en heeft een goed gespierd lichaam. De vacht is middellang op het lichaam, langer op de staart en de haren hebben bij voorkeur een tipping. De algemene verschijning van de kat is: lang, stevig en goed gespierd.

## Karakter
De Nebelung is een vrolijke, speelse, aanhankelijke, zachtaardige en intelligente kat. 
Ondanks dat het een actieve kat is, kan hij prima binnen leven. De Nebelung is gericht op zijn eigen gezin en terughoudend tegenover vreemden. Het is wel een kat die graag gezelschap heeft van de mens of van een soortgenoot.